# Pavetta viridiloba
Espèce
Synonymes
- Pavetta viridiloba var. viridiloba[1]

Pavetta viridiloba K.Krause est une espèce de plantes de la famille des Rubiaceae et du genre Pavetta, selon la classification phylogénétique. Elle est endémique du Cameroun.

## Liste des variétés
Selon Catalogue of Life (30 septembre 2017) :
- variété Pavetta viridiloba var. meurillonii
- variété Pavetta viridiloba var. viridiloba

Selon Tropicos (30 septembre 2017) (Attention liste brute contenant possiblement des synonymes) :
- variété Pavetta viridiloba var. meurillonii S.D. Manning
- variété Pavetta viridiloba var. viridiloba